# Balade
Balade – kompilacja zespołu Hari Mata Hari. Została wydana w 1997 roku.

## Tytuły piosenek
1. „Sve ljubavi su tužne”
2. „Poslednji valcer sa Dunava”
3. „Strah me da te volim”
4. „Otkud ti k'o sudbina”
5. „Volio bi' da te ne volim”
6. „Javi se”
7. „Ja te volim najviše na svijetu”
8. „Što je bilo, bilo je”
9. „Ne zaboravi”
10. „Hej, kako si”
11. „Ne budi me”
12. „Daj još jednom da čujem ti glas”
13. „Nek' nebo nam sudi”
14. „Svi moji drumovi”
15. „Kad dođe oktobar”
16. „Ostavi suze za kraj”
17. „Lud sam za tobom”
18. „Ako padate snijegovi bijeli”
19. „Reci srećo”
20. „Zakuni se, oživi me”

## Członkowie zespołu

### Hari Mata Hari
- Hajrudin Varešanović – wokal
- Izo Kolećić – perkusja
- Karlo Martinović – gitara solo
- Nihad Voloder –  gitara basowa